# Galo Vásquez
Galo Fidian Vásquez Gracia (Esmeraldas, 3 de diciembre de 1956) es un exfutbolista ecuatoriano que jugó en el centro del campo del Barcelona SC.

## Carrera

### Club 5 de Agosto

#### 1975-1978
Comenzó temprano en la escuela del Club 5 de Agosto hasta que fue transferido al Barcelona Sporting Club. Él era un estudiante de secundaria y de la institución que participó en los torneos de fútbol de aficionados locales.
Cuando el Barcelona se mostró interesado en sus servicios llegó a probar a su compañero Emeterio Vera en 1978. El peruano Marcos Calderón (+), a quien recuerda como un perfeccionista, fue el entrenador del equipo canario y dio el visto bueno para que se quede.

### Barcelona Sporting Club

#### 1978-1990
En el "Idolo del Astillero", fue capaz de conseguir 5 títulos nacionales y fue 3 veces subcampeón. No jugó la primera final de la Copa Libertadores con Barcelona porque no hubo acuerdo con los dirigentes para renovar el contrato y tuvo que abandonar el club. Cuando transcurrió doce años de su jubilación, el centrocampista dice que el fútbol ha dejado a muchos amigos, dos casas (una en Guayaquil y otra en Esmeraldas), un vehículo y el tesoro más grande de la que se siente muy orgulloso: su familia. Él no sabe por qué se le puso el apodo de Mafalda. Él sólo recuerda que fue en una reunión de amigos cuando fue nombrado "Mafalda".

### Delfín Sporting Club

#### 1990-1991
Después de esa temporada se retiró.